# Megapsammoecus inexpectatus
Megapsammoecus inexpectatus là một loài bọ cánh cứng trong họ Silvanidae. Loài này được Karner miêu tả khoa học năm 1995.